# Chandria
Chandria (gr. Χανδριά) – wieś w Republice Cypryjskiej, w dystrykcie Limassol. W 2011 roku liczyła 162 mieszkańców.